# Aprostocetus rhacius
Aprostocetus rhacius är en stekelart som först beskrevs av Walker 1839.  Aprostocetus rhacius ingår i släktet Aprostocetus och familjen finglanssteklar. Arten är reproducerande i Sverige. Inga underarter finns listade i Catalogue of Life.